# Internationale Federatie van Geo-informatici
De Internationale Federatie van Landmeters (afgekort FIG, naar de Franse benaming Fédération Internationale des Géomètres) is een door Verenigde Naties erkende organisatie die wereldwijd landmeters en gerelateerde professionals, zoals geo-informatici en fotogrammeters, vertegenwoordigt. De federatie is opgericht in 1878, en is officieel als rechtspersoon actief sinds 1999. In juni 2017 had de FIG 104 lidverenigingen uit 89 landen.

## Lidmaatschap
De FIG kent vijf lidmaatschapscategorieën en twee niveaus van honorair lidmaatschap. In de verschillende vormen van lidmaatschap zijn in totaal 115 landen vertegenwoordigd in de FIG. De vijf lidmaatschapscategorieën zijn als volgt:
- Lidverenigingen: Nationale verenigingen die één of meer van de gio-informatiedisciplines van een land vertegenwoordigd. In Nederland is dit Gio-Informatie Nederland.[4]
- Geaffilieerde organisaties: Groepen of organisaties van geo-informatici die niet voldoen aan de criteria tot volwaardig lidmaatschap.
- Zakelijke leden: Organisaties, instituten of agentschappen die commerciële dienstverlening leveren op het gebied van geo-informatica.
- Academische leden: Organisaties, instituten of agentschappen die onderwijs of onderzoek bevorderen op het gebied van geo-informatica.
- Correspondenten: Individuen in landen waar geen verenigingen of group van geo-informatici in aanmerking komen voor lidmaatschap

De FIG benoemd ook honoraire presidenten voor voormalige presidenten van de FIG. Individuen kunnen tevens benoemd worden tot honorair lid als deze een sleutelrol hebben gespeeld in de ontwikkeling en promotie van de landmeetkunde.

## Permanente instituten
De FIG kent twee permanente instituten:
- Het Internationale Kantoor voor het Kadaster en Landmetingen (Frans: Office International du Cadastre et du Régime Foncier – OICRF)
- Het Internationale Instituut voor de Geschiedenis van Landmeetkunde en Metingen

## Partnerorganisaties
Het FIG is een wetenschappelijk lid van de Internationale Raad voor Wetenschappen.